# 댁스 하우드
댁스 하우스(Dax Harwood) 또는 스캇 도슨(Scott Dawson, 본명: 데이비드 마이클 하우드, David Michael Harwood, 1984년 6월 30일 ~ )은 미국의 남자 프로레슬링선수다. 2004년 프로레슬링 입문했고, 그는 피니쉬가 플로잉 DDT, 라버스 피겨-포 레그락으로 사용을 한다. 처음 2014년 ~ 2017년 WWE NXT에서 활동을 한적도 있지만 대쉬 와일더하고 같이 붙어다니는 팀 리바이벌이라는 2017년 4월 3일 WWE Raw에서 등장을 한다. 키는 177cm 몸무게는 102kg이다.

## 수상
- APCW 월드 헤비웨이트 챔피언 1회
- NXT 태그팀 챔피언 2회 - 대쉬 와일더
- WWE RAW 태그팀 챔피언 2회 - 대쉬 와일더
- WWE 스맥다운 태그팀 챔피언 1회 - 대쉬 와일더
- WWE 24/7 챔피언 1회 - 대쉬 와일더 (공동 챔피언)
- AEW 월드 태그팀 챔피언 2회 - 캐시 윌러